# Chili Con Carnage
Chili Con Carnage – gra komputerowa stworzone na platformę PlayStation Portable przez Deadline Games i wydana w 2007 przez Eidos. Jest to skrócona wersja gry Total Overdose - nie ma w niej misji pobocznych oraz swobodnego poruszania się po mieście.